# Министерство окружающей среды и лесного хозяйства Индии
Министерство окружающей среды и лесного хозяйства Индии несёт ответственность за планирование, развитие, координацию и контроль за соблюдением экологических и лесных программ в стране. Основными мероприятиями, проводимыми министерством, являются сохранение и исследование флоры и фауны Индии, лесов и природных заповедников; профилактика и борьба с загрязнением; облесение и смягчение последствий деградации земель. Оно отвечает за управление национальными парками Индии.

## Организации

### Подчинённые ведомства
- Корпорация по развитию лесов и плантаций Андаманских и Никобарских островов
- Совет защиты животных Индии
- Ботаническая служба Индии, Калькутта
- Центральный совет по борьбе с загрязнением
- Центральная администрация зоопарков
- Управление лесного хозяйства и образования
- Лесная служба Индии
- Национальная лесная академия Индиры Ганди
- Национальный совет по облесению и эко-развитию
- Национальный совет по биоразнообразию
- Национальный речного бассейна реки Ганг
- Национальный институт защиты животных
- Национальный музей естественной истории
- Национальная администрация сохранения тигра
- Национальный зоологический парк, Нью-Дели
- Зоологическая служба Индии, Калькутта

### Автономные учреждения
- Центральный совет по контролю загрязнения, Дели
- Институт развития Гималайской окружающей среды
- Индийский совет по лесной науке и образованию
- НИИ засушливого лесного хозяйства
- НИИ лесного хозяйства
- Центр исследований в области лесоводства и развития человеческих ресурсов
- Институт лесной генетики и селекции деревьев
- НИИ тропического леса
- Центр общественного лесного хозяйства и эко-абилитации
- Институт дикой природы Индии